# Morti nel 1992/Senza giorno specificato
| Questa pagina contiene informazioni ricavate automaticamente dalle voci biografiche con l'ausilio del template Bio e di un bot. L'aggiornamento è periodico e automatico e ricostruisce completamente la pagina. Se manca una persona in questa lista, sei pregato di non aggiungerla, ma accertati piuttosto che la sua voce biografica contenga il template Bio e che i dati anagrafici siano correttamente compilati. Se il template Bio manca, inseriscilo tu stesso o, in alternativa, metti l'avviso {{tmp\|Bio}} che ne segnala la mancanza. Se i dati riportati sono sbagliati, correggi direttamente la voce biografica; le modifiche saranno visibili in questa lista entro pochi giorni. Per chiarimenti vedi il progetto biografie. La lista contiene solo le 72 persone che sono citate nell'enciclopedia e per le quali è stato implementato correttamente il template Bio. Pagina aggiornata al 3 mar 2024. |

- Mario Agosti, giavellottista, multiplista e calciatore italiano (n. 1904)
- Augusto Alvini, artista italiano (n. 1903)
- Gino Ambrosio, calciatore italiano (n. 1913)
- Athos Bartolucci, politico italiano (n. 1902)
- Francesco Berarducci, architetto italiano (n. 1924)
- Maceo Casadei, pittore italiano (n. 1899)
- Daphne Casorati Maugham, pittrice inglese (n. 1897)
- Paolo Cavinato, pittore italiano (n. 1911)
- Gabriele Cena, pittore italiano (n. 1907)
- Umberto Cesari, pianista italiano (n. 1920)
- Ilario Ciaurro, pittore, scultore e incisore italiano (n. 1889)
- Renato Cigarini, avvocato, partigiano e antifascista italiano (n. 1901)
- Carlo Cignetti, poeta e traduttore italiano (n. 1927)
- Alcopley, pittore e medico statunitense (n. 1910)
- Chuck Crate, politico canadese (n. 1916)
- Pierre Daco, psicologo e psicoanalista belga (n. 1936)
- Arturo Del Castillo, fumettista cileno (n. 1925)
- Lucy Desmond, ginnasta britannica (n. 1899)
- Iosif Deutsch, pallanuotista rumeno (n. 1932)
- Memo Dittongo, attore italiano (n. 1937)
- Jim Doman, giocatore di poker statunitense (n. 1949)
- Eugen Drăguţescu, pittore romeno (n. 1914)
- Nina Dudarova, poetessa e traduttrice russa (n. 1903)
- Jean Fallot, filosofo francese (n. 1912)
- Gina Fasoli, storica italiana (n. 1905)
- Ivo Fiorentini, allenatore di calcio italiano (n. 1898)
- Cosimo Fornaro, scrittore e poeta italiano (n. 1928)
- Florian Furtwängler, regista cinematografico, attore e sceneggiatore tedesco (n. 1935)
- María Gallardo, cestista cilena (n. 1925)
- Emidio Graça, calciatore portoghese (n. 1931)
- Paul Hammond, batterista britannico (n. 1952)
- Attia Hamouda, sollevatore egiziano (n. 1914)
- Toshio Haneda, astronomo giapponese (n. 1910)
- Antonio Herin, fondista e sciatore di pattuglia militare italiano (n. 1896)
- Ugo Indrio, giornalista italiano (n. 1913)
- Pio Iorio, scultore e pittore italiano (n. 1904)
- Seth Kane Kwei, scultore ghanese (n. 1922)
- Petro Kito, dirigente d'azienda albanese (n. 1921)
- Ronald Edward Latham, traduttore, latinista e medievista britannico (n. 1907)
- Marchese de la Franquerie, scrittore e saggista francese (n. 1901)
- Oscar Löfgren, orientalista svedese (n. 1898)
- Marcus Vinícius Dias, cestista brasiliano (n. 1923)
- Franco Montemurro, regista italiano (n. 1920)
- Shigeo Ogawa, imprenditore giapponese (n. 1917)
- Adolfo Oxilia, scrittore italiano (n. 1899)
- Mario Pagotto, calciatore e allenatore di calcio italiano (n. 1911)
- Giuseppe Pomati, calciatore italiano (n. 1932)
- Eddie Ponti, giornalista, critico musicale e conduttore radiofonico italiano (n. 1929)
- Paolo Prestigiacomo, poeta italiano (n. 1947)
- Pavel Rakitjanskij, pentatleta sovietico (n. 1928)
- Saverio Rampin, pittore italiano (n. 1930)
- Ivana Rumor, attrice e circense italiana (n. 1920)
- Wanda Rutkiewicz, alpinista polacca (n. 1943)
- Luigi Sacconi, chimico italiano (n. 1911)
- Valerie Saiving, teologa statunitense (n. 1921)
- Carlo Salemme, calciatore italiano (n. 1902)
- Anita Seppilli, antropologa e filologa classica italiana (n. 1902)
- Ugo Sciascia, attivista, conduttore televisivo e critico cinematografico italiano (n. 1911)
- Sisto Scilligo, sciatore di pattuglia militare e fondista italiano (n. 1911)
- Toshio Sekiyama, giocatore di go giapponese (n. 1937)
- Mario Sequi, regista e sceneggiatore italiano (n. 1913)
- Giovanni Serrando, boccista italiano (n. 1921)
- Hossein Soroudi, cestista, calciatore e dirigente sportivo iraniano
- John D. Strong, astrofisico e meteorologo statunitense (n. 1905)
- Guerrino Tramonti, ceramista e pittore italiano (n. 1915)
- Gennaro Trisorio Liuzzi, politico italiano (n. 1924)
- Aldo Valletti, attore italiano (n. 1930)
- Almo Violin, ingegnere italiano (n. 1917)
- Robert Walls, calciatore scozzese (n. 1908)
- Wang Nanzhen, cestista cinese (n. 1911)
- Josef Zeman, sollevatore austriaco (n. 1906)
- Olivia Zúñiga, poetessa e scrittrice messicana (n. 1916)